# مطار نينغبو ليش الدولي
مطار نينغبو ليش الدولي (بالإنجليزية: Ningbo Lishe International Airport) (إياتا: NGB، إيكاو: ZSNB) يقع في مدينة نينغبو في جمهورية الصين الشعبية. صنف مطار نينغبو ليش الدولي في المرتبة الثانية والثلاثون في الصين من حيث عدد الركاب عام 2011 وفقًا لإدارة الطيران المدني في الصين، حيث تعامل مع 5,014,002 راكب، وبلغ إجمالي حركة الطائرات (القادمة والمغادرة) 44,083 طائرة وقد بلغت كمية البضائع المنقولة عبر المطار 58,763 طن.

## شركات الطيران والوجهات

### الركاب
| شركـات طيـران             | الوجهات |
| ------------------------- | --- |
| 9 Air                     | مطار قوييانغ لونغدونغابو الدولي، مطار شنيانغ الدولي |
| Air Busan                 | Busan |
| Air Chang'an              | مطار جينغدتشن جيا، مطار شيان شيانيانغ الدولي |
| طيران الصين               | مطار بكين العاصمة الدولي، مطار بكين داشينغ الدولي، مطار تشنغدو شوانغليو الدولي، مطار جينغديو الجديد، مطار تشونغتشينغ جيانغبى الدولي، مطار وانتشو وتشياو، مطار ووهان الدولي، مطار تيانجين الدولي |
| طيران ماكاو               | مطار ماكاو الدولي |
| خطوط العاصمة بكين الجوية  | مطار داليان الدولي، مطار شيان شيانيانغ الدولي |
| Chengdu Airlines          | مطار قوييانغ لونغدونغابو الدولي، مطار هينغيانغ نانيوي، مطار ساني ليجيانغ، مطار نانشونغ غاوبينغ، مطار شيتشانغ تشينغشان، مطار يويانغ |
| خطوط شرق الصين الجوية     | مطار باوتو يرليبان (تبدأ في 15 يوليو 2023)، مطار بكين العاصمة الدولي، مطار بكين داشينغ الدولي، مطار تشانغتشون الدولي، مطار جينغديو الجديد، مطار تشونغتشينغ جيانغبى الدولي، مطار قوانغتشو باييون الدولي، مطار قوييانغ لونغدونغابو الدولي، مطار هاربين الدولي، مطار هونغ كونغ الدولي، مطار جييانغ شاوشان، مطار كونمينغ جانغشوي الدولي، مطار كوغا كويشي، Lianyungang، مطار لوئهو يونلونغ، مطار نانينغ الدولي، مطار غينغادو جياودونغ الدولي، مطار شانغهاي بودنغ الدولي، مطار شنيانغ الدولي، مطار شينزين باوان الدولي، مطار تاييوان وسو الدولي، مطار أورومتشي الدولي، مطار ووهان الدولي، مطار شيان شيانيانغ الدولي، مطار شيتشانغ تشينغشان، مطار شينينغ الدولي، مطار يانتاي جاوشوي الدولي، مطار تشنغتشو الدولي، مطار تشوهاى سانزو، مطار زوني شينزهو                   |
| خطوط جنوب الصين الجوية    | مطار بكين داشينغ الدولي، مطار تشانغشا هوانغوا الدولي، مطار داليان الدولي، مطار قوانغتشو باييون الدولي، مطار قوييانغ لونغدونغابو الدولي، مطار جييانغ شاوشان، مطار نانينغ الدولي، مطار شينزين باوان الدولي، مطار أورومتشي الدولي، مطار ووهان الدولي، مطار تشنغتشو الدولي |
| China United Airlines     | مطار بكين داشينغ الدولي |
| Chongqing Airlines        | مطار تشونغتشينغ جيانغبى الدولي، مطار شيهيان ودانغشان، مطار ووهان الدولي، مطار يشهون مينغيويشان |
| Colorful Guizhou Airlines | مطار قوييانغ لونغدونغابو الدولي، مطار يبين واليانجي |
| Fuzhou Airlines           | مطار أنشهون هوانغشو، مطار ييتشانغ سانشيا |
| خطوط هاينان الجوية        | مطار تشانغشا هوانغوا الدولي، مطار داليان الدولي، مطار قوييانغ لونغدونغابو الدولي، مطار هايكو ميلان الدولي، مطار غينغادو جياودونغ الدولي، مطار شينزين باوان الدولي، مطار أورومتشي الدولي، مطار شيان شيانيانغ الدولي، مطار تشنغتشو الدولي |
| Hebei Airlines            | مطار بكين داشينغ الدولي، مطار شيجياتشوانغ تشنغدينغ الدولي |
| Jiangxi Air               | مطار شنيانغ الدولي، مطار يانتاي جاوشوي الدولي |
| LJ Air                    | مطار هاربين الدولي، مطار شينينغ الدولي، مطار وتايشهان |
| طيران لونج                | Bazhong، مطار بيجي فيشونغ، مطار تشونغتشينغ جيانغبى الدولي، مطار قوييانغ لونغدونغابو الدولي، مطار جيجو الدولي، مطار ساني ليجيانغ، مطار كاليبو الدولي، مطار نانيانغ جيانغ يينغ، مطار شنيانغ الدولي، مطار يهاي داسهويبو، مطار شانغينغ ليوجي، مطار شيتشانغ تشينغشان، مطار شينينغ الدولي، مطار شيشوانغباننا غاسا، مطار ينتشوان خه دونغ، مطار يولين يو يانغ |
| خطوط لاكي الجوية          | مطار أنقينج تيانزهوشان، مطار جينغديو الجديد، مطار قانتشو هوانتشين، مطار قوييانغ لونغدونغابو الدولي، مطار كونمينغ جانغشوي الدولي، مطار ييتشانغ سانشيا، مطار تشنغتشو الدولي |
| خطوط طيران أوكاي          | مطار فويانغ شيغوان، مطار تيانجين الدولي، مطار ينتشوان خه دونغ، مطار تشوهاى سانزو |
| Qingdao Airlines          | مطار جينغديو الجديد، Ezhou |
| سكوت للطيران              | مطار شانغي سنغافورة |
| خطوط شاندونغ الجوية       | مطار قوييانغ لونغدونغابو الدولي، مطار هايكو ميلان الدولي، مطار غينغادو جياودونغ الدولي، مطار شنيانغ الدولي، مطار أورومتشي الدولي، مطار تشنغتشو الدولي |
| خطوط شانغهاي الجوية       | مطار بودابست فرانز ليست الدولي، مطار شانغهاي بودنغ الدولي |
| خطوط شينزين الجوية        | مطار هاربين الدولي، مطار ليني شوبولينغ، مطار شينزين باوان الدولي، مطار شيان شيانيانغ الدولي، مطار يونتشنغ قوانقونغ |
| خطوط سيتشوان الجوية       | مطار تشنغدو شوانغليو الدولي، مطار جينغديو الجديد، مطار تشونغتشينغ جيانغبى الدولي، مطار قوييانغ لونغدونغابو الدولي، مطار جييانغ شاوشان، مطار كونمينغ جانغشوي الدولي، مطار لوئهو يونلونغ، مطار سانيا فينيكس الدولية، مطار تيانجين الدولي، مطار شيتشانغ تشينغشان، مطار خه هوا تشانغجياجيه |
| سبرينغ (شركة طيران)       | مطار دون موينغ، مطار فوتشنغ بيهاي، مطار تشانغتشون الدولي، مطار تشانغده تاوهوايوان، مطار جينغديو الجديد، مطار تشونغتشينغ جيانغبى الدولي، مطار داليان الدولي، مطار قويلين يانغ جيانغ الدولي، مطار قوييانغ لونغدونغابو الدولي، مطار هاربين الدولي، مطار هوهوت بايتا الدولي، مطار هوايان ليانشوي، مطار جيجو الدولي، مطار جينغقانغشان، مطار كاراماي، مطار كونمينغ جانغشوي الدولي، مطار لانتشو تشونغ تشوان، مطار لويانغ الدولي، مطار ميانيانغ نانيجو، مطار غينغادو جياودونغ الدولي، مطار إنتشون الدولي، مطار شنيانغ الدولي، مطار شيجياتشوانغ تشنغدينغ الدولي، مطار تيانجين الدولي، مطار أورومتشي الدولي، مطار شيان شيانيانغ الدولي، مطار شيشوانغباننا غاسا، مطار نانيانغ يانتشنغ، مطار ينتشوان خه دونغ، مطار ينينغ، Zhanjiang، مطار تشنغتشو الدولي، مطار تشوهاى سانزو |
| Spring Airlines Japan     | مطار ناريتا الدولي |
| خطوط سوبارنا الجوية       | مطار شينزين باوان الدولي |
| Thai Lion Air             | مطار دون موينغ |
| خطوط تيانجين الجوية       | Lianyungang، مطار تيانجين الدولي |
| خطوط فيت جيت              | موسمي عارض: مطار فو كوك الدولي |
| West Air ‏                 | مطار تشونغتشينغ جيانغبى الدولي، مطار تشنغتشو الدولي |
| خطوط زيامن الجوية         | مطار تشانغتشون الدولي، مطار شيامن قاوتشي الدولي |

### الشحن
| شركـات طيـران               | الوجهات               |
| --------------------------- | --------------------- |
| خطوط هونغ كونغ الجوية       | مطار هونغ كونغ الدولي |
| Qantas Freight              | مطار هوبارت           |
| الخطوط الجوية الصينية للشحن | مطار سخيبول أمستردام  |